# Cratere Stokes (Luna)
Stokes è un cratere lunare di 53,85 km situato nella parte nord-occidentale della faccia visibile della Luna.
Il cratere è dedicato al matematico britannico George Stokes.